# Élections à Basse-Goulaine
 (septembre 2022).
Cette page recense les résultats de l'ensemble des votes, élections et référendums ayant eu lieu dans la commune de Basse-Goulaine, en Loire-Atlantique, depuis 2000.

## Élections municipales

### 2008
Les élections municipales de 2008 ont lieu le 9 et le 16 mars 2008. Pour la commune de Basse-Goulaine, les conseillers municipaux sont élus selon le mode de scrutin de liste à deux tours avec représentation proportionnelle. 29 sièges sont à pourvoir. 3 listes sont déposées. À l'issue des élections qui se déroulent en deux tours et dont les résultats figurent ci-après, Alain Vey est élu maire.
|                                           | Nuance                                    | Tête de liste                             | Liste                                     | Premier tour | Premier tour | Premier tour | Second tour  | Second tour | Second tour | Sièges |
| Voix                                      | Nuance                                    | Tête de liste                             | Liste                                     | %            | %            | Voix         | %            | %           |             | Sièges |
| Voix                                      | Nuance                                    | Tête de liste                             | Liste                                     | Exprimés     | Inscrits     | Voix         | Exprimés     | Inscrits    |             | Sièges |
| ----------------------------------------- | ----------------------------------------- | ----------------------------------------- | ----------------------------------------- | ------------ | ------------ | ------------ | ------------ | ----------- | ----------- | ------ |
|                                           | DVD                                       | Alain Vey                                 | Basse-Goulaine Moderne Et                 | 1 958        | 47,59 %      | 32,55 %      | 1972         | 48,76 %     | 32,78 %     | 22     |
|                                           | PS                                        | Olivier Martin                            | Démocratie Et Citoyenneté                 | 1 527        | 37,12 %      | 25,39 %      | 1595         | 39,44 %     | 26,52 %     | 6      |
|                                           | DVD                                       | Gilles Coisy                              | Agir Et S'Épanouir A Bass                 | 629          | 15,29 %      | 10,46 %      | 477          | 11,8 %      | 7,93 %      | 1      |
| Total exprimés                            | Total exprimés                            | Total exprimés                            | Total exprimés                            | 4 114        | 100 %        | 68,4 %       | 4 044        | 100 %       | 67,23 %     |        |
| Total votants : exprimés + blancs ou nuls | Total votants : exprimés + blancs ou nuls | Total votants : exprimés + blancs ou nuls | Total votants : exprimés + blancs ou nuls | 4 220 (106)  | -            | 70,16 %      | 4 090 (46)   | -           | 68 %        |        |
| Total inscrits : votants + abstentions    | Total inscrits : votants + abstentions    | Total inscrits : votants + abstentions    | Total inscrits : votants + abstentions    | 6 015 (1795) | -            | 100 %        | 6 015 (1925) | -           | 100 %       |        |

## Élections cantonales
L'élection des conseillers généraux a lieu au scrutin uninominal majoritaire à deux tours, la moitié des sièges dans chaque département étant renouvelée tous les trois ans. Le département de la Loire-Atlantique comprend 59 cantons. La commune de Basse-Goulaine est sur le territoire du canton de Vertou-Vignoble.

### 2008
Les élections cantonales de 2008 ont lieu les 9 et 16 mars 2008.
Jean-Claude Daubisse (UMP) est élu conseiller général au 1er tour avec 54,51 % des suffrages exprimés sur le canton et 54,33 % sur la commune. Il devance Gérard Martin (Europe Écologie Les Verts) qui obtient 30,57 % sur la commune et 28,82 % sur le canton. Le taux de participation est de 67,78 % sur la commune et de 66,37 % sur le canton.

## Élections régionales
Les élections régionales renouvellent les 25 conseils régionaux de Métropole et d'outre-mer ainsi que l'Assemblée de Corse. Les conseillers régionaux sont élus dans chaque région au scrutin de liste à deux tours sans adjonction ni suppression de noms et sans modification de l'ordre de présentation. Dans la région Pays de la Loire, 93 sièges sont à pourvoir. 

### 2010
Les élections régionales de 2010 ont lieu les 14 et 21 mars. Les résultats pour la commune sont les suivants :
|  | Tendance                | Tête de liste    | Liste                                                                  | Commune | Région  | Sièges |
|  | ----------------------- | ---------------- | ---------------------------------------------------------------------- | ------- | ------- | ------ |
|  | Union de la gauche      | Jacques Auxiette | La Gauche et l'écologie en action, liste conduite par Jacques Auxiette | 57,58 % | 56,39 % | 63     |
|  | Majorité présidentielle | Christophe Bechu | Agir vraiment avec Christophe Béchu                                    | 42,42 % | 43,61 % | 30     |

### 2004
Les élections régionales de 2004 ont lieu les 21 et 28 mars.Les résultats pour la commune sont les suivants :
|  | Tendance                         | Tête de liste    | Liste                               | Commune | Région  | Sièges |
|  | -------------------------------- | ---------------- | ----------------------------------- | ------- | ------- | ------ |
|  | PS - PCF - Les Verts - PRG - AGR | Jacques Auxiette | à gauche pour une région plus juste | 53,88 % | 52,35 % | 60     |
|  | UMP - MPF                        | François Fillon  | Union des Pays de la Loire          | 46,12 % | 47,65 % | 33     |

## Élections législatives

### 2012
Les élections législatives de 2012 se déroulent sur deux tours de scrutin les 10 et 17 juin, dans la continuité de l'élection présidentielle qui s'est tenue les 22 avril et 6 mai 2012, selon un mode de scrutin uninominal majoritaire à deux tours. Un redécoupage des circonscriptions législatives est réalisé en 2010 pour tenir compte de l'évolution de la démographie française et pour répondre à une demande du Conseil constitutionnel. Le nombre total de députés, 577, désormais inscrit dans la Constitution depuis la réforme de la constitution française de juillet 2008, reste inchangé, mais certains départements voient le nombre de circonscriptions et leur composition modifiés. Le département de la Loire-Atlantique conserve le nombre, 10.

1. N/A

- 10e circonscription : 54,75 % pour Sophie Errante (PS, élue au 2e tour avec 52,52 % des suffrages exprimés sur la circonscription[16]), 45,25 % pour Laurent Dejoie (UMP),

66,36 % de participation.

### 2007
Les élections législatives de 2007 se déroulent sur deux tours de scrutin les 10 et 17 juin. Le découpage électoral est le même que celui des élections de 2002. Sans surprise, la majorité sortante UMP est reconduite, quelques semaines après l'élection de Nicolas Sarkozy à la présidence de la République, avec toutefois un nombre de sièges réduit par rapport aux précédentes élections. Dans la 10e circonscription du département de la Loire-Atlantique, dont dépend la commune de Basse-Goulaine, Serge Poignant est élu au 2e tour avec 56,85% des suffrages. Les résultats pour la commune sont les suivants :
- 10e circonscription : 58,93 % pour Serge Poignant (UMP, élu au 2e tour avec 56,85 % des suffrages exprimés[19]), 41,07 % pour Martine L'Hostis (PS), 39,47 % de participation[20].

### 2002
Les élections législatives de 2002 des députés de la XIIe législature ont lieu les 9 et 16 juin 2002, dans la foulée de l'élection présidentielle de 2002 qui a vu la réélection de Jacques Chirac. La droite parlementaire sort largement vainqueur de ces élections, marquées par un nouveau record d'abstention (39%). Les députés sont élus au scrutin uninominal majoritaire à deux tours dans 577 circonscriptions, le département de la Loire-Atlantique en comportant dix. La commune de Basse-Goulaine est sur le territoire de la 10e circonscription qui voit la victoire de Serge Poignant (Union pour la Majorité présidentielle, élu au 1er tour avec 52,36 % des suffrages exprimés). Les résultats au niveau de la commune sont les suivants :
- 10e circonscription : 56,36 % pour Serge Poignant (Union pour la Majorité présidentielle, élu au 1er tour avec 52,36 % des suffrages exprimés), 27,07 % pour Martine L'Hostis (PS), 73,27 % de participation[22].

## Élections présidentielles

### 2012
Le premier tour des élections présidentielles de 2012 voit s'affronter dix candidats. François Hollande, candidat du Parti socialiste, et Nicolas Sarkozy, président sortant et candidat de l'UMP, se qualifient pour le second tour, avec respectivement 28,63 % et 27,18 % des suffrages exprimés. Parmi les candidats éliminés, Marine Le Pen (17,90 %), Jean-Luc Mélenchon (11,10 %) et François Bayrou (9,13 %) obtiennent des scores significatifs. À l'issue du second tour, deux semaines plus tard, François Hollande est élu président de la République avec 51,64 % des suffrages exprimés, contre 48,36 % à son adversaire.
À Basse-Goulaine, François Hollande arrive en tête du premier tour avec 32,37 %, suivi de Nicolas Sarkozy avec 29,98 %, puis de François Bayrou avec 14,67 %, puis Jean-Luc Mélenchon avec 8,87 %, puis Marine Le Pen avec 7,79 %, aucun autre candidat ne dépassant le seuil des 5 %. Au second tour, les électeurs ont voté à 52,85 % pour François Hollande contre 47,15 % pour Nicolas Sarkozy avec un taux d’abstention de 89,41 %.
|                                           | Parti       | Nom                   | Premier tour | Premier tour | Premier tour | Second tour | Second tour | Second tour |
| Voix                                      | Parti       | Nom                   | %            | %            | Voix         | %           | %           |             |
| Voix                                      | Parti       | Nom                   | Exprimés     | Inscrits     | Voix         | Exprimés    | Inscrits    |             |
| ----------------------------------------- | ----------- | --------------------- | ------------ | ------------ | ------------ | ----------- | ----------- | ----------- |
|                                           | PS-PRG      | François Hollande     | 1 869        | 32,37 %      | 28,60 %      | 2 962       | 52,85 %     | 45,33       |
|                                           | UMP-NC      | Nicolas Sarkozy       | 1 731        | 29,98 %      | 26,48 %      | 2 643       | 47,15 %     | 40,45       |
|                                           | MoDem       | François Bayrou       | 847          | 14,67 %      | 12,96 %      |             |             |             |
|                                           | FG-PCF      | Jean-Luc Mélenchon    | 512          | 8,87 %       | 7,84 %       |             |             |             |
|                                           | FN          | Marine Le Pen         | 450          | 7,79 %       | 6,89 %       |             |             |             |
|                                           | EELV        | Eva Joly              | 172          | 2,98 %       | 2,63 %       |             |             |             |
|                                           | DLR         | Nicolas Dupont-Aignan | 118          | 2,04 %       | 1,81 %       |             |             |             |
|                                           | NPA         | Philippe Poutou       | 38           | 0,66 %       | 0,58 %       |             |             |             |
|                                           | LO          | Nathalie Arthaud      | 18           | 0,31 %       | 0,28 %       |             |             |             |
|                                           | SP          | Jacques Cheminade     | 18           | 0,31 %       | 0,28 %       |             |             |             |
|                                           |             | Total exprimés        | 5 773        | -            | 88,35 %      | 5 605       | -           | 85,78 %     |
| Total votants : exprimés + blancs ou nuls | 5 870 (97)  | -                     | 89,84 %      | 5 842 (237)  | -            | 89,41 %     |             |             |
| Total inscrits : votants + abstentions    | 6 534 (664) | -                     | 100 %        | 6 534 (692)  | -            | 100 %       |             |             |

### 2007
Le premier tour de l'élection présidentielle de 2007 a été marqué par une participation exceptionnelle avec un score de 83,97 % des inscrits. Ce taux est comparable à celui du premier tour de l'élection présidentielle de 1965 qui était de 84,7 % et celle de 1974 qui était de 84,2 %. Nicolas Sarkozy (31,18 %) et Ségolène Royal (25,87 %) arrivent en tête pour le premier tour de l'élection devant François Bayrou (18,57 %) et Jean-Marie Le Pen (10,44 %). Au second tour, Nicolas Sarkozy est élu Président de la République française, avec 53,06 % des suffrages, contre Ségolène Royal avec 46,94 %. 
À Basse-Goulaine Nicolas Sarkozy est arrivé en tête au premier tour avec 32,14 %, suivi de Ségolène Royal avec 26,97 %, puis de François Bayrou avec 25,06 %, puis Jean-Marie Le Pen avec 4,4 %, puis Olivier Besancenot avec 3,91 %, aucun autre candidat ne dépassant le seuil des 5 %. Au second tour, les électeurs ont voté à 49,55 % pour Nicolas Sarkozy contre 50,45 % pour Ségolène Royal avec un taux d’abstention de 7,99 %.
|                                           | Parti          | Nom                  | Premier tour | Premier tour | Premier tour | Second tour | Second tour | Second tour |
| Voix                                      | Parti          | Nom                  | %            | %            | Voix         | %           | %           |             |
| Voix                                      | Parti          | Nom                  | Exprimés     | Inscrits     | Voix         | Exprimés    | Inscrits    |             |
| ----------------------------------------- | -------------- | -------------------- | ------------ | ------------ | ------------ | ----------- | ----------- | ----------- |
|                                           | UMP            | Nicolas Sarkozy      | 1 752        | 32,14 %      | 29,48 %      | 2 608       | 49,55 %     | 43,75       |
|                                           | PS             | Ségolène Royal       | 1 470        | 26,97 %      | 27,21 %      | 2 655       | 50,45 %     | 44,54       |
|                                           | MoDem          | François Bayrou      | 1366         | 25,06 %      | 25,28 %      |             |             |             |
|                                           | FN             | Jean-Marie Le Pen    | 240          | 4,4 %        | 4,44 %       |             |             |             |
|                                           | LCR            | Olivier Besancenot   | 213          | 3,91 %       | 3,94 %       |             |             |             |
|                                           | Verts          | Dominique Voynet     | 112          | 2,05 %       | 2,6 %        |             |             |             |
|                                           | MPF            | Philippe de Villiers | 109          | 2 %          | 2,2 %        |             |             |             |
|                                           | PCF            | Marie-George Buffet  | 55           | 1,01 %       | 1,2 %        |             |             |             |
|                                           | LO             | Arlette Laguiller    | 47           | 0,86 %       | 0,87 %       |             |             |             |
|                                           | CPNT           | Frédéric Nihous      | 40           | 0,73 %       | 0,74 %       |             |             |             |
|                                           | Sans étiquette | José Bové            | 37           | 0,68 %       | 0,68 %       |             |             |             |
|                                           | PT             | Gérard Schivardi     | 10           | 0,18 %       | 0,19 %       |             |             |             |
|                                           |                | Total exprimés       | 5 451        | -            | 91,72 %      | 5 263       | -           | 88,29 %     |
| Total votants : exprimés + blancs ou nuls | 5 516 (65)     | -                    | 92,82 %      | 5 485 (222)  | -            | 92,01 %     |             |             |
| Total inscrits : votants + abstentions    | 5 943 (427)    | -                    | 100 %        | 5 961 (476)  | -            | 100 %       |             |             |

### 2002
Le 21 avril 2002 est inédit dans la vie politique française, puisqu'un représentant d'un parti classé à l'extrême droite de l'échiquier politique a réussi à se qualifier pour le second tour d'une élection présidentielle. Jacques Chirac est réélu président de la république avec le plus fort score depuis la création de la Cinquième République : 82,21 % ; Jean-Marie Le Pen obtient 17,79 % des suffrages exprimés.
 À Basse-Goulaine, Jacques Chirac arrive en tête au premier tour avec 17,84 %, suivi de Lionel Jospin avec 15,58 %, puis de François Bayrou avec 10,56 %, puis Jean-Marie Le Pen avec 10,49 %, puis Noël Mamère avec 8,95 %, Arlette Laguiller avec 5,96 %, Alain Madelin avec 5,67 %, aucun autre candidat ne dépassant le seuil des 5 %. Au second tour, les électeurs ont voté à 91,13 % pour Jacques Chirac contre 8,87 % pour Jean-Marie Le Pen avec un taux d’abstention de 12,86 %, résultat supérieur aux tendances nationales.
|                                           | Parti        | Nom                     | Premier tour | Premier tour | Premier tour | Second tour | Second tour | Second tour |
| Voix                                      | Parti        | Nom                     | %            | %            | Voix         | %           | %           |             |
| Voix                                      | Parti        | Nom                     | Exprimés     | Inscrits     | Voix         | Exprimés    | Inscrits    |             |
| ----------------------------------------- | ------------ | ----------------------- | ------------ | ------------ | ------------ | ----------- | ----------- | ----------- |
|                                           | UMP          | Jacques Chirac          | 740          | 17,84 %      | 13,69 %      | 4 098       | 91,13 %     | 75,85       |
|                                           | PS           | Lionel Jospin           | 646          | 15,58 %      | 11,96 %      |             |             |             |
|                                           | MoDem        | François Bayrou         | 438          | 10,56 %      | 8,10 %       |             |             |             |
|                                           | FN           | Jean-Marie Le Pen       | 435          | 10,49 %      | 8,5 %        | 399         | 8,87 %      | 7,38        |
|                                           | Verts        | Noël Mamère             | 371          | 8,95 %       | 6,87 %       |             |             |             |
|                                           | LO           | Arlette Laguiller       | 247          | 5,96 %       | 4,57 %       |             |             |             |
|                                           | DL           | Alain Madelin           | 235          | 5,67 %       | 4,35 %       |             |             |             |
|                                           | MRC          | Jean-Pierre Chevènement | 228          | 5,5 %        | 4,22 %       |             |             |             |
|                                           | LCR          | Olivier Besancenot      | 220          | 5,31 %       | 4,7 %        |             |             |             |
|                                           | Cap21        | Corinne Lepage          | 142          | 3,42 %       | 2,63 %       |             |             |             |
|                                           | PRG          | Christiane Taubira      | 117          | 2,82 %       | 2,17 %       |             |             |             |
|                                           | CPNT         | Jean Saint-Josse        | 107          | 2,58 %       | 1,98 %       |             |             |             |
|                                           | PCF          | Robert Hue              | 85           | 2,05 %       | 1,57 %       |             |             |             |
|                                           | FRS          | Christine Boutin        | 55           | 1,33 %       | 1,2 %        |             |             |             |
|                                           | MNR          | Bruno Mégret            | 49           | 1,18 %       | 0,91 %       |             |             |             |
|                                           | PT           | Daniel Gluckstein       | 32           | 0,77 %       | 0,59 %       |             |             |             |
|                                           |              | Total exprimés          | 4 147        | -            | 76,75 %      | 4 497       | -           | 83,23 %     |
| Total votants : exprimés + blancs ou nuls | 4 302 (155)  | -                       | 79,62 %      | 4 708 (211)  | -            | 87,14 %     |             |             |
| Total inscrits : votants + abstentions    | 5 403 (1101) | -                       | 100 %        | 5 403 (695)  | -            | 100 %       |             |             |

## Référendums
Le référendum sur le quinquennat présidentiel, visant à réduire la durée du mandat présidentiel de sept à cinq ans, a lieu le 24 septembre 2000. La question posée est : « Approuvez-vous le projet de loi constitutionnelle fixant la durée du mandat du président de la République à cinq ans ? » Les électeurs votent « oui » à une large majorité (73,21 % des suffrages exprimés), dans un contexte de forte abstention (69,81 %). Localement, les votes sont respectivement de 80,3 % pour le "oui" et de 19,7 % pour le "non".
Le référendum français sur le traité établissant une Constitution pour l'Europe a eu lieu le 29 mai 2005. À la question « Approuvez-vous le projet de loi qui autorise la ratification du traité établissant une Constitution pour l'Europe ? », le « non » recueille 54,68 % des suffrages exprimés. Ce troisième référendum français sur un traité européen (après ceux de 1972 et 1992) est le premier à être rejeté. Localement les électeurs de la commune votent à 61,98 % pour le "oui" et à 38,02 % pour le "non".
| Référendums. | Référendums.      | Référendums.      | Référendums.      | Référendums.      | Référendums.      | Référendums.      | Référendums.  |
| Année        | Oui (national)    | Oui (national)    | Oui (national)    | Non (national)    | Non (national)    | Non (national)    | Participation |
| ------------ | ----------------- | ----------------- | ----------------- | ----------------- | ----------------- | ----------------- | ------------- |
| 2000         | 80,3 % (73,21 %)  | 80,3 % (73,21 %)  | 80,3 % (73,21 %)  | 19,7 % (26,79 %)  | 19,7 % (26,79 %)  | 19,7 % (26,79 %)  | 34,96 %       |
| 2005         | 61,98 % (45,33 %) | 61,98 % (45,33 %) | 61,98 % (45,33 %) | 38,02 % (54,67 %) | 38,02 % (54,67 %) | 38,02 % (54,67 %) | 80,75 %       |